# 全国化学労働組合総連合
全国化学労働組合総連合（ぜんこくかがくろうどうくみあいそうれんごう、略称：化学総連（かがくそうれん）、英語：Japanese Federation of Chemical Workers' Unions）は、日本の労働組合である。日本化学エネルギー産業労働組合連合会（JEC連合）を通してインダストリオール日本化学エネルギー労協（ICEM-JAF）及び日本労働組合総連合会（連合）に加盟していたが、2016年にJEC連合との協力関係を解消し、連合からも離脱する方針を固め、5月31日付で連合を離脱した。

## 概要
1978年（昭和53年）9月に、化学産業に働く労働者が結集して結成された産業別労働組合であり、加盟20組合・準加盟2組合・46,554名（2015年7月1日現在）で構成されている。 
「合成化学産業労働組合連合」（合化労連、当時総評系）を脱退した組合らとされている。連合脱退時には「労働界内部の路線対立が石油化学コンビナートなどの現場の混乱につながる」という非難の声も上がった一方で電力総連と関係は維持されているなど、後述の自民党の関係など不明瞭な路線をとっている。
2017年（平成29年）2月14日付の産経新聞は、2月13日、自由民主党の茂木敏充政調会長らと面会し、次期衆院選で自民党を支援することを決定したと報道したが、化学総連は2月15日に特定政党を支持する決定を行った事実はないとする旨の声明を発表している。

## 加盟組合
2018年（平成30年）4月1日現在、19組合が加盟している。
- 住友化学労働組合
- 昭和電工ユニオン
- 三井化学労働組合
- 宇部興産労働組合
- ダイセル労働組合
- 日本ゼオン労働組合
- JSR労働組合
- JNC労働組合
- 丸善石油化学労働組合
- DIC労働組合
- 積水化学労働組合
- カネカ労働組合
- 信越化学労働組合
- 住友ベークライト労働組合
- 三洋化成工業労働組合
- 日信化学労働組合
- AGC労働組合
- 日本板硝子労働組合
- デンカ労働組合
- 住友化学労働組合